# Dominion (album)
Dominium is het tweede album van Kamelot, uitgebracht in 1997 door Noise Records. Het was het laatste album met de oorspronkelijke zanger Mark Vanderbilt en drummer Richard Warner.

## Nummers
1. Ascension – 1:25
2. Heaven – 3:39
3. Rise Again – 4:06
4. One Day I'll Win – 5:39
5. We Are Not Separate – 3:45
6. Birth of a Hero – 5:17
7. Creation – 5:06
8. Sin – 3:35
9. Song of Roland – 4:54
10. Crossing Two Rivers – 4:29
11. Troubled Mind – 4:39

## Bezetting
- Mark Vanderbilt - Zanger
- Thomas Youngblood - Gitarist
- Glenn Barry - Bassist
- David Pavlicko - Toetsenist
- Richard Warner - Drummer